# Alchemilla braun-blanquetii
Alchemilla braun-blanquetii är en rosväxtart som beskrevs av Pawl.. Alchemilla braun-blanquetii ingår i släktet daggkåpor, och familjen rosväxter. Inga underarter finns listade i Catalogue of Life.